# 椭圆叶齿果草
椭圆叶齿果草（学名：Salomonia oblongifolia）为远志科齿果草属下的一个种。其种加词“oblongifolia”意为“长椭圆叶子的”。
现接受名为椭圆叶齿果草（Salomonia ciliata (L.) DC., 1824）。